# Svenska Serier 1994
Svenska Serier Årgång 1994 var den 12:e årgången av tidningen och gavs ut i fyra nummer.
| Nummer | Serie                                                          | Upphovsman                                         |
| ------ | -------------------------------------------------------------- | -------------------------------------------------- |
| 1      | Harry Hund: Smartare än någonsin                               | Jonas Darnell Patrik Norrman                       |
|        | Ur Dvala                                                       | Patrik Magnerius                                   |
|        | Kamp om Livet                                                  | Benny Magnusson                                    |
|        | Giganternas Kamp                                               | Pidde Andersson Johan Örtlund                      |
|        | Quarantän                                                      | Camilla Eriksson                                   |
|        | En Ruta i Taget                                                | Lars Bällsten                                      |
|        | En Ruta i Taget                                                | Thomas Nyberg Fredrik Tjernström                   |
|        | E+ del 2                                                       | Alf Yngve Magnus Olsson                            |
|        | Osalig ande                                                    | Joakim Hertze                                      |
|        | Råttan Spix                                                    | James Kaufeldt Johnny Nittsjö                      |
| 2      | Harry Hund                                                     | Jonas Darnell Patrik Norrman                       |
|        | Hoppsan                                                        | Caroline Strömberg                                 |
|        | Ond Cirkel, Gyttja Överallt                                    | Alf Svensson                                       |
|        | Ont i Magen & TV-Sport                                         | Mårten Edman                                       |
|        | Den Repulserande Kosmonauten                                   | Marcus Lagerqvist                                  |
|        | En Ruta i Taget                                                | Claes Stridsberg                                   |
|        | Harry Stark: Paraplyet                                         | Lennart Moberg                                     |
|        | Ett Varmt Mottagande                                           | Mikael Gustafsson                                  |
|        | Misse Katt: Äggröran                                           | Per Simonsson, Mikael Albertsson & Johanna Wojtyla |
| 3      | Harry Hund                                                     | Jonas Darnell Patrik Norrman                       |
|        | Misse Katts Bravader 2: Förlorade ägg                          | Per Simonsson, Mikael Albertsson & Johanna Wojtyla |
|        | Piraya                                                         | Benny Magnusson                                    |
|        | Pille Pil och Stora Villervallan                               | Ulf Björkryd Ingemar Nyström                       |
|        | Giganternas Kamp                                               | Pidde Andersson Jonny Nordlund                     |
|        | Cirkus Spatt                                                   | Alf Woxnerud                                       |
|        | Kvällsvard                                                     | Alf Woxnerud                                       |
|        | Socialstyret rekommenderar                                     | Alf Woxnerud                                       |
|        | Rhinopsykos                                                    | Alexander Cavalieratos                             |
|        | Ungt Blod                                                      | Malena Olsson Magnus Olsson                        |
| 4      | Harry Hund Nationalkonsult och hans vidriga jycke Sven         | Jonas Darnell Patrik Norrman                       |
|        | Kapten Sverige: Nazistdinosaurierna från yttre rymden anfaller | Åke Forsmark                                       |
|        | Jennys Resa                                                    | Patrik Magnerius                                   |
|        | Tricken                                                        | Mårten Edman                                       |
|        | Sagan om Fridfull                                              | Per Hammarstedt                                    |
|        | Hamilton Carlsson – Ur Dansk Synvinkel                         | Bernt Adolfsson                                    |
|        | Resan till Huruk                                               | Per Simonsson Mikael Riesebeck                     |